# 앙헬 아로차
앙헬 아로차 기옌(스페인어: Angel Arocha Guillen; 1907년 6월 23일, 카나리아 제도 테네리페 ~ 1938년 9월 2일, 카탈루냐 주 발라게르)은 줄여서 아로차(스페인어: Arocha)로 알려진 스페인의 전 축구 선수로, 현역 시절 공격수로 활약했다. 아로차는 테네리페 소속으로 축구를 시작하여 이후 1927년부터 1933년까지 바르셀로나에서 활약했다.
아로차는 바르셀로나 소속으로 공식 경기에서 210번의 경기에 출전하여 203골을 기록했다.
바르사를 떠난 아로차는 아틀레티코 마드리드로 둥지를 옮겼다. 그는 스페인 내전 당시 발라게르에서 사망했다.

## 수상
바르셀로나
- 라 리가: 1929
- 코파 델 레이: 1928